# Barwena
Barwena (Mullus surmuletus) – gatunek ryby z rodziny barwenowatych (Mullidae).

## Występowanie
Północny Atlantyk od Szkocji do Wysp Kanaryjskich, na Morzu Śródziemnym, także Morze Północne i zachodni Bałtyk.
Żyje w wodach przybrzeżnych na głębokości od 3 do 90 m, nad dnem piaszczystym lub mulistym (młode osobniki na łąkach glonorostów). Żyje samotnie lub w niewielkich stadach do 50 osobników.

## Opis
Dorasta do 40 cm długości. Ciało wydłużone, bocznie spłaszczone. Ciało pokryte dużymi łuskami. Duże oczy osadzone blisko wierzchołka głowy. Na podbródku dwa długie widlasto wydłużone wąsy. Dwie płetwy grzbietowe, pierwsza podparta 7 – 8 twardymi promieniami, druga 8 – 9 miękkimi. Płetwa odbytowa podparta 2 twardymi i 6 – 7 miękkimi promieniami. 
Ubarwienie zależy od pory roku, wieku ryby oraz głębokości na jakiej żyje. Ubarwienie od żółtobrązowego do czerwonego. W ciągu dnia przez oko do płetwy ogonowej na bokach ciągnie się ciemnoczerwony do brązowego podłużny pas, a także od 4 do 5 smug koloru żółtego. Nocą ten wzór zanika przybierając formę rozmytego marmurkowania. Wzór ten występuje tylko u ryb żyjących w stadach, osobniki samotne nie posiadają go.

## Odżywianie
Odżywiają się małymi zwierzętami żyjącymi na dnie, wyszukiwanymi i wydobywanymi za pomocą długich wąsów. 

## Rozród
Tarło odbywa się od lipca do września, na piaszczystym dnie na głębokości od 10 do 55 m. Larwy żyją jako zwierzęta planktoniczne. Gdy dorastają do wielkości ok. 5 cm przechodzą do przydennego trybu życia.